# Брюссельские ворота
Брюссельские ворота — здание ворот XIII века в городе Мехелен, Королевство Бельгия. Единственная постройка, сохранившаяся от городских стен, защищавших Мехелен в средние века. Яркое произведение так называемой «шельдской готики»: архитектуры, лежащей на стыке романского и готического стилей, свидетельством чего выступают круглые башни с остроконечными навершиями, фланкирующие стрельчатую арку портала. До настоящего времени здесь сохранилась дубовая закрывающая створка ворот и механизм для её подъёма и опускания.
Городские стены Мехелена с двенадцатью воротами были заложены в 1264—1268 годах. «Высокие ворота», действительно самые высокие и единственные, которые имели две башни, построены около 1400 года из местного известняка, более светлого, чем использованный для самих стен. В 1578 году все городские ворота были снесены до половины своей первоначальной высоты, чтобы сделать их менее уязвимыми для более мощной огнестрельной артиллерии. В 1698 году через Высокие ворота прошла новая дорога через Вилворде на Брюссель, после чего они стали называться Брюссельскими воротами. В 1805 году французскими властями Южных Нидерландов было принято решение снести все городские стены, утратившие к тому времени оборонное значение. Однако ворота по-прежнему использовались для сбора дорожных пошлин, отменённых лишь в 1860 году. При создании на месте городских стен кольца бульваров, хотели снести и Брюссельские ворота, однако при вмешательстве короля Бельгии Леопольда I они единственные уцелели.
Позже в здании Брюссельских ворот располагался полицейский участок, мастерская художника Альфреда Оста, хранилище музея истории Мехелена. Ныне здесь находится Национальный экспертный центр культурного наследия исполнительского искусства. Вход во внутренние помещения ворот для туристов недоступен.